# Negociações do Pacto Molotov-Ribbentrop
O Pacto Molotov-Ribbentrop foi um acordo de 23 de agosto de 1939 entre a União Soviética e a Alemanha Nazista, coloquialmente nomeado em homenagem ao ministro das Relações Exteriores soviético, Vyacheslav Molotov, e ao ministro das Relações Exteriores alemão, Joachim von Ribbentrop. O tratado renunciou à guerra entre os dois países. Além das estipulações de não agressão, o tratado incluía um protocolo secreto que dividia vários países da Europa Oriental entre as partes.
Antes da assinatura do tratado, a União Soviética conduziu negociações com o Reino Unido e a França sobre uma potencial aliança "tripartida". As negociações de longa data entre a União Soviética e a Alemanha sobre um potencial pacto económico expandiram-se para incluir as discussões militares e políticas, culminando no pacto, juntamente com um acordo comercial assinado quatro dias antes.

## Consequências
A Alemanha nazista encerrou o pacto com a invasão da União Soviética na Operação Barbarossa em 22 de junho de 1941. Após o lançamento da invasão, os territórios conquistados pela União Soviética pelo pacto foram perdidos em questão de semanas. Em três semanas, os soviéticos, na tentativa de se defenderem contra os grandes avanços alemães, sofreram 750.000 baixas e perderam 10.000 tanques e 4.000 aeronaves. Em seis meses, os militares soviéticos sofreram 4,3 milhões de baixas, e os alemães capturaram três milhões de prisioneiros de guerra soviéticos, dois milhões dos quais morreriam no cativeiro alemão em fevereiro de 1942. As forças alemãs avançaram 1.050  milhas (1.690 km) e manteve uma frente medida linearmente de 1.900 milhas (3.058 quilômetros).

## Comentário pós-guerra sobre negociações

### Razões por trás da assinatura do pacto
Não há consenso entre os historiadores sobre os motivos que levaram a União Soviética a assinar o pacto com a Alemanha. De acordo com Ericson, as opiniões "variam desde ver os soviéticos como antinazistas clarividentes, até vê-los como apaziguadores relutantes, como expansionistas cautelosos ou como agressores e chantagistas ativos". Edward Hallett Carr argumentou que era necessário aderir a um pacto de não agressão para ganhar tempo, uma vez que a União Soviética não estava em condições de travar uma guerra em 1939 e precisava de pelo menos três anos para se preparar. Ele declarou: "Em troca da não intervenção, Stalin garantiu um espaço de imunidade ao ataque alemão."    O efeito combinado do Grande Expurgo que exterminou a liderança intelectual do Exército Vermelho e do rápido processo de industrialização e rearmamento soviético teria deixado o pais vulnerável a ataques da Alemanha e do Japão unidos no Pacto Anti-Comitern e portanto tanto a União Soviética quanto a Alemanha poderiam enfrentar uma guerra em duas frentes. 
No entanto, essa visão tem sido contestada. O historiador Werner Maser afirmou que "a afirmação de que a União Soviética estava na época ameaçada por Hitler, como supôs Stalin,... é uma lenda, a cujos criadores o próprio Stalin pertencia". Na opinião de Maser, "nem a Alemanha nem o Japão estavam em situação [de] invadir a URSS, mesmo com a menor perspectiva [sic] de sucesso", que Stalin devia saber.

Os historiadores debateram se Stalin estava planejando uma invasão do território alemão no verão de 1941. A maioria dos historiadores concordou que as diferenças geopolíticas entre a União Soviética e o Eixo tornavam a guerra inevitável e que Estaline tinha feito extensos preparativos para a guerra e explorado o conflito militar na Europa em seu benefício. Vários historiadores alemães desmentiram a afirmação de que a Operação Barbarossa foi um ataque preventivo, como Andreas Hillgruber, Rolf-Dieter Müller e Christian Hartmann.